# 遅延聴覚フィードバック
遅延聴覚フィードバック（Delayed Auditory Feedback, DAF）は遅延した聴覚フィードバック、すなわち自己の発声が遅れて聴こえる/フィードバックされることである。英: delayed sidetone とも呼ばれる。

## 概要
ヒトは自分が話した声を自ら聴き情報を得ている（聴覚フィードバック）。ヒトの口と耳は約15cm離れており音は340m/秒で伝わるため、このフィードバックは口-耳で直接伝わる場合でも0.44ミリ秒遅延している。すなわちヒトは通常環境下でも多少遅延した聴覚フィードバックを受け取っている。この遅延を通常より大きくした、遅延した聴覚フィードバックが遅延聴覚フィードバックである。
人工的にDAFを実現する場合、マイクに向かって話した音声を時間を（ハードウェアあるいはソフトウェアで）遅らせてヘッドフォンから再生し自分の声を聞くことで達成できる。
顕著な効果を生み出す遅延の長さは、50〜200ミリ秒である。強度（175ミリ秒遅延）のDAFは精神的ストレスを誘発する。
白色ノイズによる聴覚フィードバックのマスキングや、聴覚フィードバックの周波数の変化と同様に、DAFは吃音治療に利用されている 。また、吃音を持たない人に対してDAFを使用することで、聴覚フィードバック処理のメカニズム関する興味深い発見が見出されている。DAFは両耳に対して使用する場合、最も効果を発揮する。遅延聴覚フィードバックの装置は音声知覚の実験においても使用されており、音声認識と発声における 聴覚フィードバックの重要さが示されている。 
指向性マイクとスピーカーによる装置を用いて、遅延聴覚フィードバックの効果に慣れていないおしゃべりな人に精神的ストレスを誘発させ、黙らせることも可能である。

## 吃音者に対する効果
Electronic fluency devices と呼ばれる装置では、遅延聴覚フィードバックは吃音症を改善するために利用されている。初期の研究では吃音症においては発声と聴覚フィードバックのループに異常があるとされ、そのループがDAFにより修正、バイパスされると考えられた。DAFによる吃音の改善は、通常と異なる聴覚の解剖学的構造を持つ吃音者に限られている。 また、DAFは早口言語症者に対して使用されると、発話のスピードを落とすことができ、音節の認識を高めることができる。 

## 健常者でのDAFの効果
より最近の研究では、聴覚と発声の脳内メカニズムの知見を得るために、健常者でのDAFの効果が調べられている。 
遅延聴覚フィードバックの健常者での利用においては、DAFの効果を打ち消すための間接的な効果として、発話速度の低下、声の大きさの増大、基本周波数の増加などが生じる 。より直接的な効果としては、音節の繰り返し、発音の誤り、および語尾の省略が含まれる。これらの直接的な効果は、「人工的吃音」と呼ばれることもある。
通常の発声における聴覚フィードバック.001秒の遅延で内耳に届く。遅延聴覚フィードバックによって、この遅延は意図的に変更される。 
200ミリ秒の遅延時間のDAFを用いた研究では、4〜6歳の子供では7〜9歳の子供でDAFによって引き起こされる発話の障害が少ないことが示されている。より年少の子供達は500ミリ秒前後の遅延時間で効果が最も強く、年長の子どもは約400ミリ秒の遅延時間が効果が大きい。200ミリ秒の遅延時間は、成人に対しては大きな効果をもたらす。これらの研究から収集されたデータが示すのは、最も大きな効果を引き起こす遅延時間の長さはは年齢とともに減少するということである 。しかし、高齢者においては400ミリ秒と効果のある遅延時間はさらに長くなる 。
DAFの効果に性差はないが、一般的に男性が女性よりも影響を受けやすいことが示されている。これは聴覚フィードバックを処理するメカニズム性差がある可能性を示唆している  。
一般的に、早口で流暢な話者は、ゆっくりとした話者よりもDAFの影響を受けにくい。また、より早口で流暢な話者は、より短いDAFの遅延時間で効果が大きく、ゆっくりとして話者はより長い遅延時間の下で効果が大きい。 
計算論的なモデルと機能的磁気共鳴画像法（fMRI）を使用した研究によれば、側頭頭頂部は自己監視システムとして機能し、自動音声生成システムをサポートする。また、後部上側頭皮質のフィードバックエラーを検出する聴覚細胞から、右前頭皮質の運動を補正する細胞が投射を受け、発声の聴覚フィードバック制御を介在するとされている 。 

## 人間以外でのDAFの効果
遅延聴覚フィードバックをキンカチョウに使用すると、鳥の歌の音声シーケンスの構造が数日で変化することが示されており、ヒトで観察されたDAF効果と類似する点がある。 

## 参照資料
1. 1 2  Ball, MJ; Code, C (1997). Instrumental Clinical Phonetics. London: Whurr Publishers. ISBN 978-1897635186 2015年12月7日閲覧。
2. ↑  
Badian, M. (1979). “Standardized mental stress in healthy volunteers induced by delayed auditory feedback (DAF)”. European Journal of Clinical Pharmacology 16 (3):  171–6. doi:10.1007/BF00562057. PMID 499316.
3. ↑  
Perkell, J. (1997). “Speech Motor Control: Acoustic Goals, Saturation Effects, Auditory Feedback and Internal Models”. Speech Communication 22 (2–3):  227–250. doi:10.1016/S0167-6393(97)00026-5.
4. ↑  
Dydymus (2012年3月3日). “Japanese develop 'SpeechJammer' gun”. Digital Journal. 2012年3月3日閲覧。
5. ↑  Peter Ramig; Darrell Dodge (2009-10-07). The Child and Adolescent Stuttering Treatment & Activity Resource Guide. Cengage Learning. p. 60. ISBN 9781435481176
6. ↑  Fairbanks, G. (1955). “Selective Vocal Effects of Delayed Auditory Feedback”. J. Speech Hearing Dis. (20):  333–346.
7. ↑  Lee, BS. “Some effects of side-tone delay”. J Acoust Soc Am (22).
8. ↑  Yates, AJ (1963). “Delayed Auditory Feedback”. Psychol Bull 60 (3):  213–232. doi:10.1037/h0044155. PMC 2027608. PMID 14002534.
9. ↑  Chase, RA; Sutton, S; First, D; Zubin, J (1961). “A developmental study of changes in behavior under delayed auditory feedback”. J Genet Psychol 99:  101–12. doi:10.1080/00221325.1961.10534396. PMID 13692555.
10. ↑  MacKay, D.G. (1968). “Metamorphosis of a critical interval: Age-linked changes in the delay in auditory linked changes in the delay in auditory feedback that produces maximal disruption of speech”. The Journal of the Acoustical Society of America 43 (43):  811–821. Bibcode: 1968ASAJ...43..811M. doi:10.1121/1.1910900.
11. ↑  Siegel, GM; Fehst, CA; Garber, SR; Pick, HL (1980). “Delayed Auditory Feedback with Children”. Journal of Speech, Language, and Hearing Research 23 (4):  802–813. doi:10.1044/jshr.2304.802.
12. ↑  Stuart, A; Kalinowski, J (2015). “EFFECT OF DELAYED AUDITORY FEEDBACK, SPEECH RATE, AND SEX ON SPEECH PRODUCTION”. Perceptual and Motor Skills 120 (3):  747–765. doi:10.2466/23.25.PMS.120v17x2.
13. ↑  Tourville, JA; Reilly, KJ; Guenther, FH (2008). “Neural mechanisms underlying auditory feedback control of speech”. NeuroImage 39 (3):  1429–1443. doi:10.1016/j.neuroimage.2007.09.054. PMC 3658624. PMID 18035557.
14. ↑  Hashimoto, Y; Kuniyoshi, SL (2003). “Brain activations during conscious self-monitoring of speech production with delayed auditory feedback: An fMRI study”. Human Brain Mapping 20 (1):  22–28. doi:10.1002/hbm.10119. PMID 12953303.
15. ↑  Fukushima, M; Margoliash, D (2015). “The effects of delayed auditory feedback revealed by bone conduction microphone in adult zebra finches”. Scientific Reports 5:  8800. Bibcode: 2015NatSR...5E8800F. doi:10.1038/srep08800. PMC 4350079. PMID 25739659.